# Гикор
«Гикор» — советский художественный фильм 1982 года, вторая экранизация одноименного рассказа Ованеса Туманяна.

## Сюжет
Крестьянин Амбо решил вывести своего 12-летнего сына Гикора в люди, для этого он везет его в город, чтобы тот там работал и по возможности выучился. Амбо оставляет сына у купца Артема, в качестве прислуги. Но попал Гикор не в те руки, купец и его семья оказались черствыми и алчными людьми. Они нещадно эксплуатируют мальчика. Люди завидовали хорошо одетому и накормленному приказчику, но никто не видел его истинных страданий.

## В ролях
- Альберт Гулинян — Гикор
- Сос Саркисян — Амбо
- Галя Новенц — Нани
- Армен Джигарханян — купец Артём
- Женя Аветисян — Нато
- Эмма Степанян — бабушка

## Фестивали и награды
- 1982 — XV Всесоюзный кинофестиваль (Таллин) по разделу фильмов для детей и юношества: Второй приз и Диплом фильму «Гикор» (вместе с фильмом «Вот вернётся папа»).[2]